# Allocyttus folletti
Allocyttus folletti är en fiskart som beskrevs av Myers, 1960. Allocyttus folletti ingår i släktet Allocyttus och familjen Oreosomatidae. Inga underarter finns listade i Catalogue of Life.